# TV4-sporten
TV4-sporten är TV4-gruppens dagliga sportnyhetsprogram. Till skillnad från de flesta övriga program i TV4-gruppens kanaler produceras TV4-sporten av TV4-gruppen själva genom aktualitetsavdelningen. Programmet sänds efter sena TV4-nyheterna på kvällen, varje heltimme i Nyhetsmorgon och som en sammanfattande sändning på söndagar.

## Historik
I januari 1994 rekryterade TV4 Artur Ringart för att starta en sportnyhetsredaktion som skulle sända en kvart i anslutning till de sena Nyheterna. Inledningsvis var planen av samarbeta med Storstadsradion, men denna radiostation han lägga ner innan TV-sändningarna startade.
TV4-gruppens sportnyheter startade den 5 september 1994, och sändes till en början efter sena TV4-nyheterna.
Den 7 september 1997 startades en längre sändning som sedan starten sänts 20.00 på söndagar. Då introducerades även inslaget Kanon och kalkon, där de tre idrottshändelser under veckan som ansågs vara de bästa placerade sig på en topplista ("kanon"), medan den som ansågs sämst presenterades som "kalkon".
Den sändningen hade mellan 700 000 och 1 000 000 tittare varje vecka. I augusti 2007 meddelade TV4 att listan skulle avskaffas. och den 27 januari 2008.
Från och med 3 februari 2008 turades Peppe Eng och Peter Jihde om att sända den långa sändningen, och från och med denna sändning var "Kanon och kalkon" avskaffat. Söndagssändningarna kom från 10 juli 2011 att kallas Sporten söndag, och flyttade den 2 januari 2011 till klockan 19:30 söndagar.

## Sportankare
- Peppe Eng
- Peter Jihde
- Robert Perlskog
- Patrick Ekwall
- Anna Brolin
- Suzanne Sjögren
- Johan Edlund

med flera